# 谭嗣同故居
谭嗣同故居（大夫第官邸）坐落在中国湖南省浏阳市城区北正街98号，“戊戌六君子”之一谭嗣同成长地之一。

## 沿革
1996年，中华人民共和国国务院将故居列入全国重点文物保护单位。2002年4月被公布为湖南省爱国主义教育基地。
2013年3月谭嗣同墓、谭嗣同祠入选第七批全国重点文物保护单位，与故居合并为一处，更名为“谭嗣同故居及墓祠”。

## 建筑
故居坐西南朝东北，为全木结构的明清建筑，典型江南庭院式民宅建筑风格，占地面积1200平方米，建筑面积760平方米，房屋24间。房屋属砖木结构，封火墙，硬山顶，小青瓦，面阔三间，典型的江南庭院式住宅。